# Hermannstraße (Berlin-Neukölln)
La Hermannstraße (ou rue d'Hermann en Français) est une rue de Berlin en Allemagne. 

## Situation et accès
Elle se trouve dans le quartier de Neukolln. Elle prend son origine à la Hermannplatz et elle se prolonge sur 2,6 kilomètres jusqu'après la Juliusstrasse et la sortie Britzer Damm du Bundesautobahn 100 faisant le tour de la capitale allemande. Avec la Buckower Damm, la Hermannstraße est un des grands axes Nord-Sud de la capitale et est jonchée de Kiez et de cimetières. Initialement conçue en 1900 comme un quartier bourgeois, deux de ses Kiez font partie des "quartiers chauds" ou sozialer Brennenpunkte.

### Transports en commun
La route postale Berlin-Dresde inaugurée en 1712 passait par Hermannstraße. Dès sa construction, des efforts ont été faits afin de connecter ce quartier au reste de la ville. Le  6 juillet 1885, la ville de Rixdorf ouvrit une ligne de calèches entre  Hermannplatz et la jonction Hermannstraße/ Knesebeckstraße (aujourd'hui Silbersteinstraße). Aujourd'hui la  Hermannstraße est desservie par la Ligne 8 du métro de Berlin, avec les stations Boddinstraße (métro de Berlin), Leinestraße (métro de Berlin) et Hermannstraße (métro de Berlin), le terminus inauguré en 1996. 
Il y a également une station du S-Bahn de Berlin où on trouve notamment le Ringbahn de Berlin mais aussi les lignes S46 et S47.

## Origine du nom
La rue initialement sans nom, a été renommée la rue d'après Britz en 1859. À partir de 1875 la partie nord a pris le nom d'Hermannstraße et depuis 1899 c'est la rue entière qui porte ce nom. Il existe une version officielle et une version officieuse de l'origine de ce nom.

### Origine officielle
Officiellement la rue est nommée après Arminius plus connu en Allemagne sous le nom d'Hermann le chérusque. Il avait vaincu les légions romaines à l'an 9 lors de la bataille de Teutobourg. Seule la forme latinisée de son nom nous est parvenue et il n'est pas certain que son nom germanique fut réellement Hermann même si c'est probable.
Arminius était devenu un symbole important du jeune Empire allemand qui lui a notamment consacré un monument, le Hermannsdenkmal.

### Origine officieuse
Pendant la grande majorité du second Empire allemand, Hermann Boddin fut une figure politique locale d'importance. Il était le maire de Rixdorf  quartier maintenant  connu sous le nom de Neukolln à partir de 1912 et incorporé à Berlin en 1920. Il a donné son nom à plusieurs endroits tels que la Boddinstraße (métro de Berlin), Bodinnplatz, l'école primaire Hermann-Boddin.